# David Otunga
David Daniel Otunga Sr. (* 7. April 1980 in Elgin, Illinois) ist ein amerikanischer Wrestler. Er steht derzeit bei der WWE unter Vertrag und tritt regelmäßig in deren Wrestlingshows auf. 2013 gab er sein Schauspieldebüt in dem Film The Call – Leg nicht auf!. Sein bisher größter Erfolg war der zweimalige Gewinn der WWE Tag Team Championship.

## Privatleben
Otunga ist ein Absolvent der Harvard Law School. Mit der Sängerin und Schauspielerin Jennifer Hudson war er bis 2017 verlobt. Sie haben einen gemeinsamen Sohn.

## Wrestling-Karriere

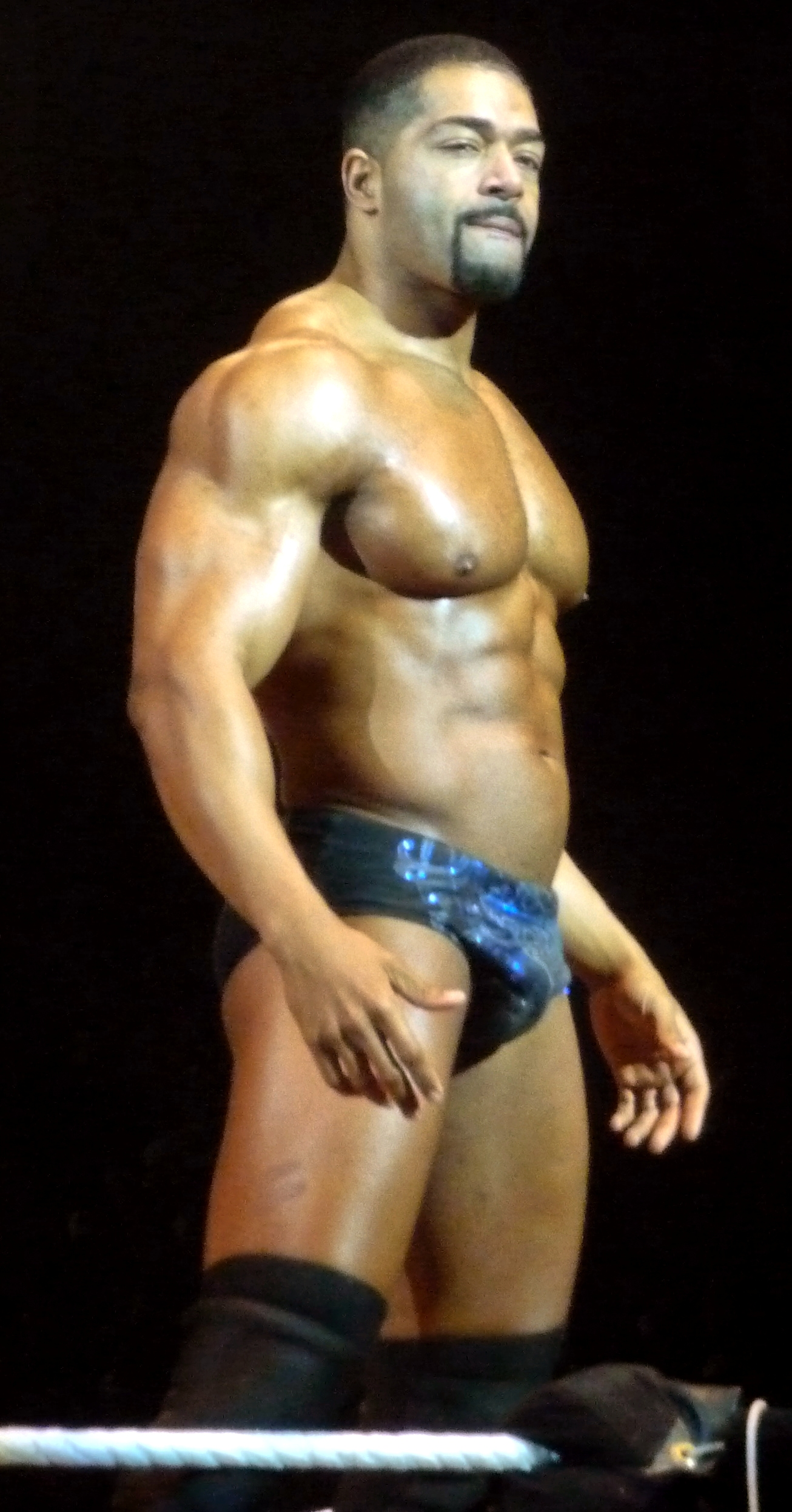
David Otunga, 2011

### World Wrestling Entertainment (seit 2008)
Im November 2008 unterzeichnete Otunga einen Entwicklungs-Vertrag mit der WWE und debütierte am 29. Mai 2009 bei Florida Championship Wrestling unter dem Namen Dawson Alexander.
Im Februar 2010 kündigte die WWE an, dass David Otunga ein Teil von WWE NXT wird und ordnete ihm R-Truth als seinen Pro zu. Am 1. Juni zog er dort ins Finale ein, wo David Otunga jedoch gegen Wade Barrett verlor.
Nachdem die erste Staffel von NXT vorbei war, debütierten alle NXT-Rookies bei RAW als The Nexus. In den darauffolgenden Shows bekamen sie im Rahmen der Storyline einen WWE-Vertrag. Bei Bragging Rights (2010) durfte Otunga zusammen mit John Cena die WWE Tag Team Championship erringen, musste sie jedoch einen Tag später in RAW an seine Nexus-Kollegen Heath Slater und Justin Gabriel abgeben. Mit Michael McGillicutty gewann er diesen Titel von Kane und Big Show am 23. Mai 2011 bei RAW ein zweites Mal. Den Titel verloren sie am 22. August 2011 in RAW an Evan Bourne und Kofi Kingston.
Nach der Auflösung des Tag Teams fungierte Otunga als Rechtsbeistand für den ehemaligen General Manager von RAW und SmackDown, John Laurinaitis, und einige andere Heel-Superstars.
Im Rahmen des neu eingeführten Rostersplits im Jahre 2016 wechselte er zu SmackDown, um an der Seite von John "Bradshaw" Layfield und Mauro Ranallo die Show zu kommentieren.

## Außerhalb des Wrestlings
David Otunga war ein Kandidat in der Sendung I Love New York 2 und erhielt den Spitznamen "Punk". In dieser Staffel belegte er den dritten Platz.

## Wrestling-Erfolge
- World Wrestling Entertainment
  - WWE Tag Team Championship (1× mit John Cena, 1× mit Michael McGillicutty)